# Круті киці
«Круті киці» (англ. Kitti Katz) — дитячий анімаційний серіал 2023 року, створений Едом Біґнеллом на британській студії KidsCave Studios. Прем'єра серіалу відбулася 18 травня на платформі Netflix.
Стародавня хранителька знань наділяє трьох дівчат-підлітків суперсилами, завдяки яким ті перетворюються на кішок-супергероїнь. Дівчата намагаються врятувати світ від злої єгипетської богині та займаються футболом.
Автор шоу Ед Біґнелл раніше створив популярні анімаційні серіали «King Arthur's Disasters» (2005) та «Robozuna» (2018).

## Головні ролі
- Бріяна Прайс — Тебс / Рубінова Киця
- Шворн Маркс — Кія / Смарагдова Киця (Шаповал Юлія)
- Амі Окумура Джонс — Дзамі / Сапфірова Киця
- Ларисса Мюррей — Тітонька Лулу / Шані
- Коша Енглер — Клео
- Том Кларк Гілл — Ледащий Альф / Добі
- Карлісс Пір — Чериті